# Glory (album)
Glory – dziewiąty album studyjny amerykańskiej piosenkarki Britney Spears. Wydawnictwo ukazało się 26 sierpnia 2016 roku nakładem wytwórni RCA. Promocję albumu rozpoczęto w lipcu 2016 roku, wraz z premierą pierwszego promującego singla – „Make Me...”. Kolejnym singlem został wydany w listopadzie 2016 roku utwór „Slumber Party”. Album zadebiutował na trzecim miejscu  notowania Billboard 200 dzięki sprzedaży 111 000 egzemplarzy w ciągu tygodnia. W Wielkiej Brytanii krążek zadebiutował na drugim miejscu, stając się najwyżej notowanym albumem w tym kraju od czasu wydania Blackout w 2007 roku. W Polsce Glory dotarł do 12. miejsca notowania OLiS.

## Lista utworów
| Nr  | Tytuł utworu                | Autorzy                                                             | Produkcja                           | Długość |
| --- | --------------------------- | ------------------------------------------------------------------- | ----------------------------------- | ------- |
| 1.  | „Invitation”                | Britney Spears, Julia Michaels, Justin Tranter, Nick Monson         | Nick Monson                         | 3:18    |
| 2.  | „Do You Wanna Come Over?”   | Julia Michaels, Justin Tranter, Sandy Chila                         | Matthias Larsson, Robin Fredriksson | 3:22    |
| 3.  | „Make Me...” (feat. G-Eazy) | Britney Spears, Matthew Burns, Joe Janiak, Gerald Gillum            | Matthew Burns                       | 3:51    |
| 4.  | „Private Show”              | Tramaine "Young Fyre" Winfrey, Simon Smith                          | Tramaine "Young Fyre" Winfrey       | 3:54    |
| 5.  | „Man on the Moon”           | Jason Evigan, Ilsey Juber, Phoebe Ryan, Sterling Fox, Marcus Lomax  | Jason Evigan, Dan Book, Pat Thrall  | 3:46    |
| 6.  | „Just Luv Me”               | Daniel Omelio, Magnus August Høiberg, Julia Michaels                | Cashmere Cat, Daniel Omelio         | 4:01    |
| 7.  | „Clumsy”                    | Talay Riley, Warren "Oak" Felder, Alex Niceforo                     | Warren "Oak" Felder, Alex Niceforo  | 3:02    |
| 8.  | „Slumber Party”             | Matthias Larsson, Robin Fredriksson, Julia Michaels, Justin Tranter | Matthias Larsson, Robin Fredriksson | 3:34    |
| 9.  | „Just Like Me”              | Britney Spears, Julia Michaels, Justin Tranter, Nick Monson         | Nick Monson                         | 2:44    |
| 10. | „Love Me Down”              | Evan Kidd Bogart, Andrew Goldstein, Jesse St. John, Jessica Karpov  | Andrew Goldstein                    | 3:18    |
| 11. | „Hard to Forget Ya”         | Coney, Denisia Andrews, Edward Drewett                              | Oscar Görres, Ian Kirkpatrick       | 3:29    |
| 12. | „What You Need”             | Tramaine "Young Fyre" Winfrey, Simon Smith                          | Tramaine "Young Fyre" Winfrey       | 3:07    |
|     |                             |                                                                     |                                     | 41:26   |